# اسید کالندیک
اسید کالندیک (به انگلیسی: Calendic acid) با فرمول شیمیایی C۱۸H۳۰O۲ یک ترکیب شیمیایی با شناسه پاب‌کم ۵۲۸۲۸۱۸ است. که جرم مولی آن ۲۷۸٫۴۳ g/mol می‌باشد. شکل ظاهری این ترکیب، پودر جامد سفید است.